# Das Mysterium des Schlosses Clauden
Das Mysterium des Schlosses Clauden ist ein Kriminalfilm von 1917 der Filmreihe Harry Higgs.

## Handlung
Harry Higgs verhindert einen ausgeklügelten Diebstahl.

## Hintergrund
Der Film hat eine Länge von vier Akten. Produziert wurde er von Meinert-Film Bürstein & Janak Berlin (Nr. 107). Die Zensur durchlief der Film im Dezember 1916. Die Berliner Polizei belegte ihn mit einem Jugendverbot (Nr. 40211), die Polizei München erlaubte keine Ankündigung als Detektivfilm (Nr. 23482, 23483, 23484, 23485). Die Uraufführung fand am 12. Januar 1917 im Tauentzienpalast statt.